# Μ1 (イオンエンジン)
μ1（ミューワン）は宇宙航空研究開発機構宇宙科学研究所が開発中のイオンエンジンである。

## 概要
編隊飛行を行う宇宙空間重力波望遠鏡において、宇宙機間の引力や太陽輻射圧を打ち消し、ドラッグフリー制御の達成を目的として開発されているのが「μ1」である。要求仕様に応えるため、長期間の運用に耐える総推力、太陽輻射圧を打ち消すことができる最大推力、スラスタ自身の雑音が問題にならないレベルの低推力雑音、相対位置変動を最小に抑えるための高応答速度等が実現されている。なお、他のイオンエンジンと比較して格段に低い比推力となっているが、このようなミッションにおいて高比推力はあまり活かされないため、低比推力は問題にならないとされている。
推進器と中和器とが同一構造となっており、互いを電気的に切り替えることが可能となっている。これによって多くの動作制御パターンを実現した。

## 仕様
- タイプ：イオンエンジン/無電極プラズマ推進器（英語版）
- 推進剤：キセノン
- 推力：250 μN
- 比推力：1,500 s
- イオンビーム口径：10 mm
- ビーム加速電圧 : 1.5kV
- 推力発生時消費電力：1 W

## 採用検討宇宙機
- DECIGO パス・ファインダー (DPF) - DECIGOの技術実証を目的としている。イプシロンロケットでの打ち上げを想定し検討中。
- DECIGO - 2020年代初頭での打ち上げを目標としている宇宙空間重力波望遠鏡。LISAと地上検出器との帯域ギャップを補完する計画。